# Niezwykłe przygody Pana Kleksa (spektakl telewizyjny)
Niezwykłe przygody Pana Kleksa – spektakl Teatru Telewizji z 1980 roku w reżyserii Laco Adamíka, którego scenariusz jest adaptacją baśni Jana Brzechwy Akademia pana Kleksa.

## Obsada aktorska
- Jacek Łągwa – Adaś Niezgódka
- Andrzej Żarnecki – Pan Kleks
- Andrzej Rogie – Filip
- Ireneusz Kaskiewicz – Alojzy
- Grzegorz Heromiński – Tomek
- Bogusław Sochnacki – Palemon
- Zbigniew Bielski – Soczewka
- Eugeniusz Wałaszek – Szaławiła
- Magdalena Cwenówna – Małgosia I
- Anna Grzeszczak – Małgosia II
- Hanna Molenda – Klementyna
- Ryszard Dembiński – Bajdała I
- Tadeusz Sabara – Bajdała II
- Kazimiera Nogajówna – Królowa Aba
- Stanisław Jaroszyński – Potentoniusz
- Zygmunt Urbański – Rektor Ramalino
- Leszek Benke – Milicjant
- Andrzej Herder – Zawodnik
- Stanisław Kwaśniak – Zawodnik
- Marek Kołaczkowski – Zawodnik
- Jacek Koleczko – Zawodnik
- Andrzej Łągwa – Zawodnik